# Colydiopeltis burckhardti
Colydiopeltis burckhardti es una especie de coleóptero de la familia Trogossitidae.

## Distribución geográfica
Habita en Tailandia.